# 조정강
조정강(1938년-)은 한국의 여성 요리 연구가이다.  의병장으로 널리 알려진 조헌 선생의 12대손으로 충청남도 금산군에서 태어났다. 한식당 동촌(東村)을 운영하며 명성을 얻었다. 현재는 한국전통음식문화체험관을 운영하고 있다.

## 저서
- <좋은 쌀로 밥 짓고 맑은 물로 장담그니> (그린비) (1997년)
- <손맛 밴 우리 음식 이야기> (웅진닷컴) (2002년)